# 阿尔贝托·佩莱格里诺

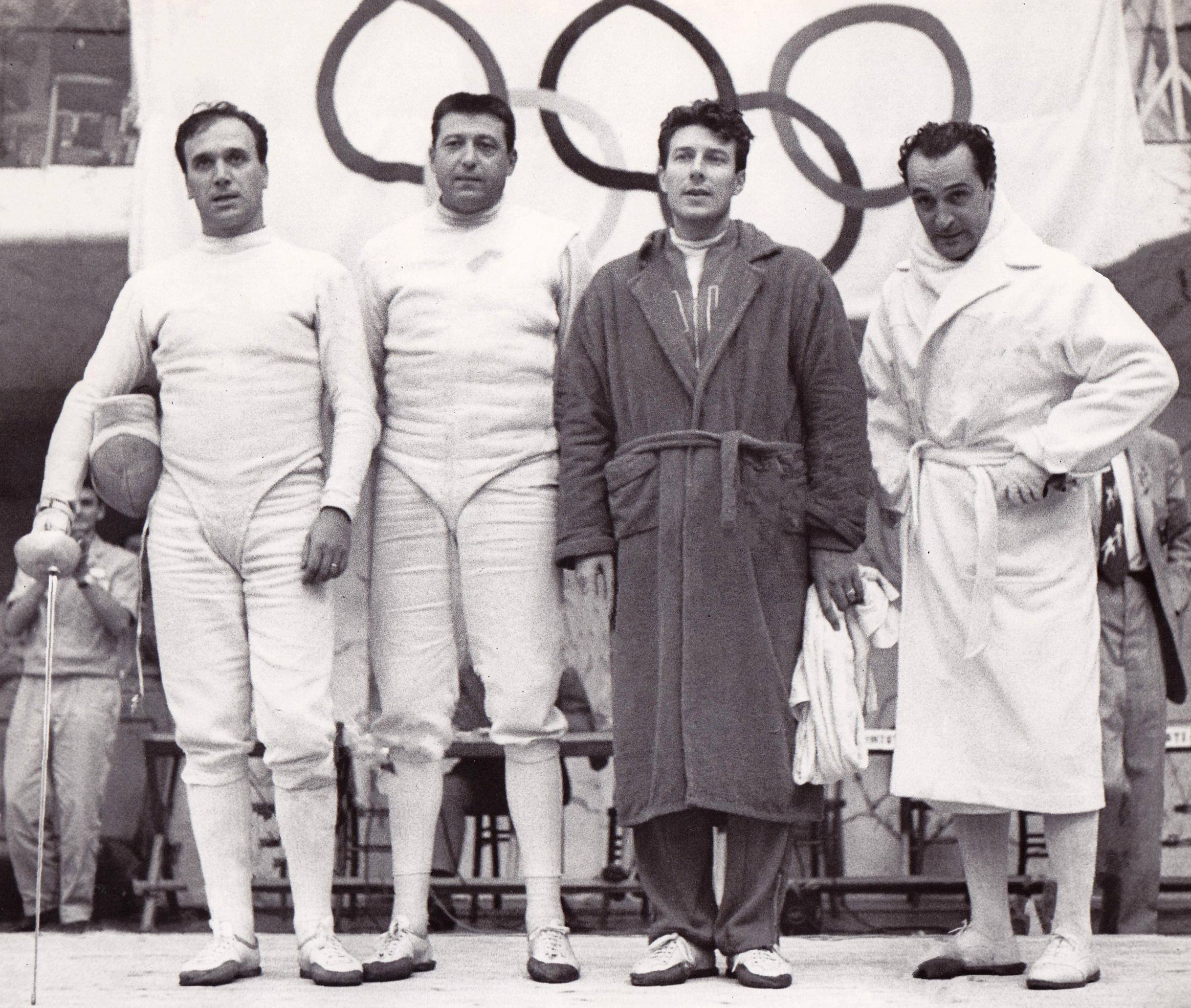
意大利重剑团队在1960年奥运会，佩莱格里诺为右数第二位

阿尔贝托·佩莱格里诺（義大利語：Alberto Pellegrino，1930年5月20日—1996年3月9日），意大利男子击剑运动员。他曾参加1956年、1960年和1964年夏季奥运会，共获得2枚金牌和2枚银牌。他也在世界击剑锦标赛上获得3枚金牌和2枚铜牌。